# Sangaku
Sangakus são tábuas comemorativas, em madeira, oferecidas a pequenos santuários Japoneses, como forma de agradecer aos deuses, provavelmente, a resolução de um problema matemático. Os primeiros Sangakus que se conhecem datam do século XVII.
As tábuas contêm vários problemas matemáticos, envolvendo, normalmente, círculos e outras figuras geométricas.